# Ulrich Folkmar
Ulrich Folkmar (* 2. Juni 1902 in Freiberg; † 5. Dezember 1977 in München) war ein deutscher Schauspieler, Synchron- und Hörspielsprecher.

## Leben
Geboren wurde Ulrich Folkmar 1902 als Ulrich Paul Walter Brachmann in Freiberg oder auch Freibergsdorf. Er war während des Zweiten Weltkriegs von 1942 bis 1944 am Deutschen Theater in den Niederlanden in Den Haag fest angestellt, dessen Vorstellungen besonders den Soldaten der Deutschen Wehrmacht vorbehalten waren. Nach dem Krieg war er bei den Münchner Kammerspielen engagiert, hatte aber auch in derselben Stadt ein Gastspiel an der Bayerischen Staatsoper. Mitte der 1950er Jahre begann er in West-Berlin an Tribüne zu arbeiten, ging aber anschließend nach Ost-Berlin (wo er auch wohnte) an die Volksbühne. 1963 beendete er dort sein Engagement, um anschließend in Hannover Theater zu spielen.
Im Ostteil sowie im Westteil Deutschlands war Ulrich Folkmar ein gefragter Schauspieler für Spielfilme und Aufgaben im Fernsehen. Auch als Hörspiel- und Synchronsprecher war er sowohl im Osten wie im Westen Deutschlands tätig.
Ulrich Folkmar war dreimal verheiratet, in erster Ehe zu Dresden 1926 mit Gerty Wiessner, einer Kammersängerin in Bern, sie stammte aus Wien. Nach der Scheidung heiratete er 1934 die Schweizerin Meta Lori. Die dritte Ehe schloss Ulrich Folkmar 1954 mit Gesetha von Etzel, Tochter des Generals Günther von Etzel und der Wera von Klingspor.

## Filmografie
- 1949: Du bist nicht allein
- 1949: Heimliches Rendezvous
- 1950: Skandal in der Botschaft
- 1951: Die Dame in Schwarz
- 1951: Entscheidung vor Morgengrauen
- 1952: Heimatglocken (Fernsehserie, 3 Episoden)
- 1959: Weimarer Pitaval: Der Fall Harry Domela (Fernsehreihe)
- 1959: Verwirrung der Liebe
- 1959: Spuk in Villa Sonnenschein (Fernsehfilm)
- 1960: Was wäre, wenn …?
- 1962: Freispruch mangels Beweises
- 1966: Gewagtes Spiel (Fernsehserie, 1 Episode)
- 1966: Üb immer Treu nach Möglichkeit (Fernsehserie, 1 Episode)
- 1967: Von null Uhr eins bis Mitternacht (Fernsehserie, 1 Episode)
- 1968: Mit Eichenlaub und Feigenblatt

## Theater
- 1942: Friedrich Schreyvogl: Die kluge Wienerin (Pallas) – Regie: Hannes Razum (Deutsches Theater in den Niederlanden Den Haag)
- 1943: Gotthold Ephraim Lessing: Minna von Barnhelm (Major von Tellheim) – Regie: Karl Peter Biltz (Deutsches Theater in den Niederlanden Den Haag)
- 1943: Hans Rehberg: Die Königin Isabella (König Ferdinand von Aragon) – Regie: Hannes Razum (Deutsches Theater in den Niederlanden Den Haag)
- 1943: Pedro Calderón de la Barca: Der Richter von Zalamea (Hauptmann Don Álvaro) – Regie: Hannes Razum (Deutsches Theater in den Niederlanden Den Haag)
- 1943: Fritz Peter Buch: Die Mainacht (Mitglied einer Schauspieltruppe) – Regie: Karl Peter Biltz (Deutsches Theater in den Niederlanden Den Haag)
- 1943: Heinrich von Kleist: Prinz Friedrich von Homburg (Graf Hohenzollern) – Regie: Hannes Razum (Deutsches Theater in den Niederlanden Den Haag)
- 1944: Friedrich Schiller: Die Verschwörung des Fiesco zu Genua (Fiesco) – Regie: Hannes Razum (Deutsches Theater in den Niederlanden Den Haag)
- 1944: Jochen Huth: Die vier Gesellen (Stefan Kohlunder) – Regie: Karl Peter Biltz (Deutsches Theater in den Niederlanden Den Haag)
- 1944: Max Mell: Der Nibelungen Not (Günther) – Regie: Karl Hans Böhm (Deutsches Theater in den Niederlanden Den Haag)
- 1948: Bertolt Brecht: Herr Puntila und sein Knecht Matti – Regie: Hans Schweikart (Münchner Kammerspiele)
- 1949: Pedro Calderón de la Barca: Das Leben ein Traum – Regie: ? (Münchner Kammerspiele)
- 1952: Sidney Kingsley: Polizeirevier 21 (Polizist) – Regie: ? (Münchner Kammerspiele)
- 1952: Wolfgang Amadeus Mozart: Die Entführung aus dem Serail (Bassa Selim) – Regie: Heinz Arnold (Bayerische Staatsoper München)
- 1957: Luigi Pirandello: Das Diplom – Regie: Hans Stiebner (Tribüne Berlin)
- 1957: Lew Tolstoi: Die Macht der Finsternis – Regie: Fritz Wisten (Volksbühne Berlin)
- 1957: Molière: Tartuffe – Regie: Rochus Gliese (Volksbühne Berlin)
- 1958: Stefan Zweig nach Ben Jonson: Volpone (Notar Voltore) – Regie: Otto Tausig (Volksbühne Berlin)
- 1958: Wilhelm Herzog/Hans José Rehfisch: Die Affäre Dreyfus (Generalstaatsanwalt) – Regie: Fritz Wisten (Volksbühne Berlin)
- 1959: Harald Hauser: Im himmlischen Garten (Schwager) – Regie: Franz Kutschera (Volksbühne Berlin)
- 1960: William Shakespeare: Die Komödie der Irrungen (Herzog) – Regie: Otto Tausig (Volksbühne Berlin)
- 1960: Ludwig Thoma: Moral (Wasner) – Regie: Ernst Kahler (Volksbühne Berlin)
- 1960: Johann Nestroy: Lumpazivagabundus (Greis) – Regie: Otto Tausig (Volksbühne Berlin)
- 1960: Carl Sternheim: Der Kandidat (Graf Rheydt) – Regie: Fritz Wisten (Volksbühne Berlin)
- 1961: Friedrich Wolf: Beaumarchais oder die Geburt des Figaro (Hofschauspieler) – Regie: Rudi Kurz (Volksbühne Berlin)
- 1961: Erich Engel/R.A. Stemmle: Affäre Blum (Landgerichtsdirektor) – Regie: Hagen Mueller-Stahl (Volksbühne Berlin)
- 1961: Walter Hasenclever: Ein besserer Herr – Regie: Emil Stöhr (Volksbühne Berlin)
- 1963: Lew Tolstoi: Krieg und Frieden – Regie: Wolfgang Heinz/Hannes Fischer (Volksbühne Berlin)
- 1963: Lope de Vega: Der Ritter vom Mirakel – Regie: Fritz Bennewitz (Volksbühne Berlin)
- 1963: Henrik Ibsen: Nora oder ein Puppenheim (Nils Krogstad) – Regie: ? (Landesbühne Hannover)
- 1970: Eugène Scribe: Das Glas Wasser – Regie: Reinhold Rüdiger (Tournee-Theater Thespiskarren Hannover)

## Hörspiele
- 1926: Oscar Wilde: Salome (Tigelinus) – Regie: Viktor Heinz Fuchs (Hörspiel – Schlesische Funkstunde Breslau)
- 1950: Lucille Fletcher: Der Mann an der Brücke (Der Mann) – Regie: Walter Ohm (Hörspiel – BR)
- 1951: William Shakespeare: Hamlet – Regie: Hannes Küpper (Hörspiel – BR)
- 1951: Harry Junkin: Fernamt bitte! – Regie: Heinz-Günter Stamm (Hörspiel – BR)
- 1951: Hans Drahn: Romeo und Julia auf Kreta – Regie: Otto Kurth (Hörspiel – BR)
- 1952: Paul Claudel: Der Ruhetag – Regie: Friedrich-Carl Kobbe (Hörspiel – BR)
- 1952: Christopher Marlowe: Die tragische Geschichte vom Leben und Sterben des Doktor Johannes Faustus – Regie: Fritz Wendhausen (Hörspiel – BR)
- 1960: Walter Karl Schweickert: Pickhuhns Geburtstag – Regie: Helmut Hellstorff (Hörspiel – Rundfunk der DDR)
- 1960: Rolf Schneider: Affären – Regie: Werner Stewe (Hörspiel – Rundfunk der DDR)
- 1961: Heinrich Feld: Zaungäste – Regie: Fritz-Ernst Fechner (Hörspiel – Rundfunk der DDR)
- 1962: Anton Tschechow: Perpetuum mobile – Regie: Peter Brang (Hörspiel – Rundfunk der DDR)
- 1963: Herbert Ziergiebel: Südöstlich des Mondes (Professor Schnurr) – Regie: Manfred Täubert (Kinderhörspiel/Science-Fiction-Hörspiel, 3 Teile – Rundfunk der DDR)
- 1965: Arthur Conan Doyle: Der kreidebleiche Soldat – Regie: Heinz-Günter Stamm (Kriminalhörspiel – BR)

## Synchronisation
- 1946: William Edmunds als Moonshee in Anna und der König von Siam
- 1947: (1940) Joseph Schildkraut als Ferencz Vadas in Rendezvous nach Ladenschluss
- 1948: (1940) John Hamilton als Verteidiger in Der Draufgänger
- 1948: (1944) als Stadtrat in Sprung in die Wolken
- 1949: (1944) John Carradine als Bret Harte in Die Abenteuer Mark Twains
- 1949: (1938) Robert Emmett Keane als Burton in Teufelskerle
- 1949: Ruben Wendorf als Hausbursche in Ich war eine männliche Kriegsbraut
- 1950: (1937) John Howard als George Conway in In den Fesseln von Shangri-La
- 1951: Walter Kingsford als Vize-Admiral Ruge in Rommel, der Wüstenfuchs
- 1957: als Kanzler in Die zwölf Monate
- 1957: Charles Victor als Theatermanager in Der Prinz und die Tänzerin
- 1959: Michail Trojanowski als Magier in Das gestohlene Glück
- 1961 – 1962: Richard Warner als Walsingham in Sir Francis Drake (Fernsehserie, 1. Staffel, Ep.3)
- 1961 – 1962: David Davies als Tom Sykes in Sir Francis Drake (Fernsehserie, 1. Staffel, Ep.17)
- 1961 – 1962: Jack Melford als Sir Owen Tudor in Sir Francis Drake (Fernsehserie, 1. Staffel, Ep.24)
- 1961 – 1962: Charles Heslop als Withers in Sir Francis Drake (Fernsehserie, 1. Staffel, Ep.26)
- 1968: als Rechtsanwalt in Tom Sawyers und Huckleberry Finns Abenteuer (Fernsehvierteiler)
- 1968: Franco Gulà als Großvater in Gott vergibt – Django nie!
- 1971: Steffen Zacharias als Jonathan Swift in Die rechte und die linke Hand des Teufels
- 1972: Manuel Guitián als Chips Onkel in Halleluja… Amigo

## Genealogie
- Friedrich Wilhelm Euler: Ahnen und Enkel. Band 1 (1955–1959), C. A. Starke Verlag, Limburg an der Lahn 1959, S. 176. DNB 454543611